# Südamerikanischer Schmetterlingsbuntbarsch
Der Südamerikanische Schmetterlingsbuntbarsch,  auch Schmetterlings-Zwergbuntbarsch oder auch einfach nur Ramirezi genannt (wissenschaftlich Mikrogeophagus ramirezi, Synonyme Papiliochromis ramirezi, Apistogramma ramirezi, Pseudogeophagus ramirezi, Pseudoapistogramma ramirezi), ist ein Süßwasserfisch aus der Familie der Buntbarsche (Cichlidae).
Neben den aus Südamerika stammenden Arten der Gattung Mikrogeophagus trägt auch der Afrikanische Schmetterlingsbuntbarsch (Anomalochromis thomasi) den Trivialnamen „Schmetterlingsbuntbarsch“.

## Verbreitung
Die mehr als verwirrende und immer noch nicht restlos befriedigend geklärte wissenschaftliche Namensgebung gründet auch auf Irrtümern über die Verbreitung dieser Zwergbuntbarschart. Die Erstbeschreiber fingen die Typusexemplare in Savannen Venezuelas zwischen der Stadt Palenque und dem Río Meta. Nachdem Lüling 1966 aus dem Mamorè-System in Bolivien Fische mitbrachte, die Meinken (damals der Leiter der Fischbestimmungsstelle des Verbandes Deutscher Vereine für Aquarien- und Terrarienkunde, VDA) als Mikrogeophagus ramirezi bestimmte, entstand ein Streit über das tatsächliche Verbreitungsgebiet. Zwei Jahre später fand Fischer die Art wiederum in Venezuela, im Einzug des Rio Guárico. Erst Kullander konnte, weitere 13 Jahre später, Klarheit schaffen: Lülings Fische gehörten zu der Schwesterart Mikrogeophagus altispinosus, die bereits 1911 von Haseman beschrieben wurde.
Heute steht vielfach belegt fest: Mikrogeophagus ramirezi lebt im Gebiet des unteren und mittleren Orinoco und den anderen Gewässern der Llanos in Venezuela und Kolumbien. Seine nächsten Verwandten sind der Bolivianische Schmetterlingsbuntbarsch, Mikrogeophagus altispinosus (Hasemann, 1912), und eine noch unbeschriebene Art.

## Ökologie
Mikrogeophagus ramirezi lebt sowohl in kristallklaren, langsam fließenden Bächen mit starker Vegetation und schlammigem Boden als auch in den bewachsenen Uferbereichen trüber warmer Seen. Staeck erwähnt die Untersuchung von sechs Habitaten in Venezuela, wiederum mit dichtem Pflanzenwuchs und klarem Wasser. Koslowski zitiert vor Ort vorgenommene Wasseranalysen: pH 5,1; 3 µS/cm; 28,5 °C beziehungsweise pH 4,6 bis 7,3; <10 bis 40 µS/cm; 27,5 bis 31 °C.

## Aquaristik

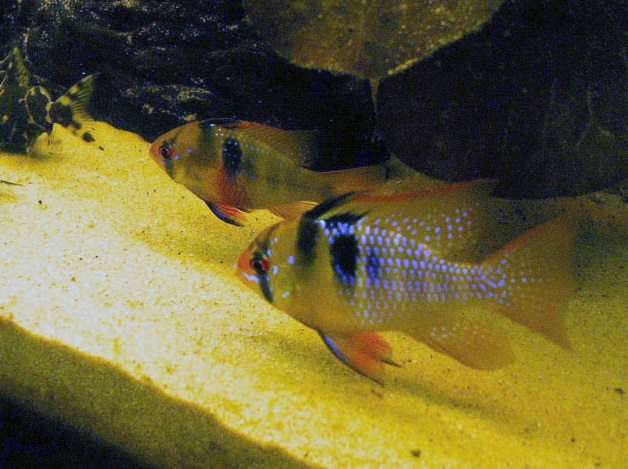
Männchen und Weibchen

Südamerikanische Schmetterlingsbuntbarsche werden selten bis zu fünf Zentimeter lang. Da die Art paarbildend und territorial ist, sollten immer ein Männchen und ein Weibchen im Aquarium gepflegt werden. Die Geschlechter sind gut zu unterscheiden: 
- Bei den Männchen ist der zweite Flossenstrahl der Rückenflosse länger.
- Bei den Weibchen ist der zweite Flossenstrahl der Dorsale kürzer als bei den Männchen, sie sind insgesamt kleiner und haben einen rötlichen bis violetten Bauch.
- Kurz vor dem Ablaichen ist das Weibchen außerdem an einer kurzen Legeröhre deutlich zu erkennen. Offenbrüter, die Eier werden auf Steinen oder in Gruben in Stückzahlen zwischen 150 und 200 abgelegt.

Die Zucht des Südamerikanischen Schmetterlingsbuntbarsches ist schwierig. Ihr Erfolg ist von der Ernährung und den Wasserwerten (weiches, leicht saures Wasser) abhängig. Im Zoofachhandel sind oft Tiere aus den Großzüchtereien Südostasiens erhältlich, denen wichtige Elemente des Fortpflanzungsverhaltens verloren gingen. Auch die häufig erhältlichen „Jumbo-Ramirezi“ sind nicht mehr zur Fortpflanzung fähig.
Der Südamerikanische Schmetterlingsbuntbarsch entwickelt sich bei qualitativ guter und abwechslungsreicher Nahrung richtig. Neben Frostfutter (Artemia, schwarze, weiße Mückenlarven) ist Lebendfutter (Wasserflöhe, Cyclops, Salinenkrebsnauplien, Mückenlarven) eine Voraussetzung für die erfolgreiche Pflege und Vermehrung.